# قوائم الأجرام الفلكية
فيما يلي قائمة بقوائم الأجرام الفلكية حسب النوع:

## النظام الشمسي
- قائمة أجرام النظام الشمسي
- قائمة أجرام النظام الشمسي المستديرة بالجاذبية
- قائمة الأجرام الفلكية في النظام الشمسي الأكثر بعدا عن الشمس في 2015
- قائمة أجرام المجموعة الشمسية مرتبة حسب الحجم
- Lists of geological features of the Solar System
- قائمة الأقمار الطبيعية
- قوائم الأجرام الفلكية الصغيرة في النظام الشمسي
- قوائم المذنبات
- List of meteor showers

الكواكب الصغيرة
- قائمة الكواكب الصغيرة
  - قائمة كويكبات إستثنائية
  - قمر الكوكب الصغير
  - قائمة الأجرام وراء نبتونية
  - الكويكبات الغير مرقمة
  - كوكب قزم
  - قائمة الكواكب القزمة المحتملة

## الكواكب الخارجية والأقزام البنية
- قوائم الكواكب
- قائمة الكواكب خارج المجموعة الشمسية
  - قائمة أكبر الكواكب الخارجية
- قائمة الأقزام البنية

## النجوم
- قائمة النجوم
  - قائمة أقرب النجوم إلينا
  - قائمة أشد النجوم سطوعا
  - قائمة أشد النجوم حرارة
  - قائمة أقرب النجوم سطوعا
  - قائمة النجوم الأكثر ضياء
  - قائمة أكثر النجوم ضخامة
  - قائمة أكبر النجوم
  - قائمة أصغر النجوم
  - قائمة أقدم النجوم
  - List of stars with proplyds
  - قائمة النجوم المتغيرة
  - قائمة النجوم المتغيرة شبه المنتظمة
  - List of stars that dim oddly
  - قائمة النجوم النابضة بالطاقة التراكمية
  - قائمة الأقزام البنية
  - قائمة المستعرات الأعظمية
    - قائمة بقايا المستعرات العظيمة
    - قائمة انفجارات أشعة غاما

  - قائمة الأقزام البيضاء

## الأبراج النجمية
- قوائم الأبراج النجمية
  - قوائم النجوم حسب الكوكبة
  - قائمة الكوكبات من حيث المساحة
  - قائمة الكوكبات

## تجمعات نجمية
- قائمة التجمعات النجمية المغلقة
- قائمة التجمعات المفتوحة
- List of stellar streams

## السدم
- قوائم السدم
  - قائمة السدم المظلمة
  - قائمة السدم المنتشرة
  - قائمة السدم الكوكبية
  - قائمة السدم الكوكبية الأولية
  - قائمة السدم الكبرى

## المجرات
- قوائم المجرات
  - قوائم مجرات
  - List of galaxies with richest globular cluster systems
  - قائمة مجرات المجموعة المحلية
  - قائمة مجرات سميت بأسماء أشخاص
  - قائمة المجرات الحلزونية
  - قائمة المجرات القطبية الحلقية
  - قائمة المجرات الحلقية
  - قائمة النجوم الزائفة

مجرات ساتلة
- قائمة المجرات القمرية لمجرة درب التبانة
- قائمة المجرات القمرية لمجرة المرأة المسلسلة
- List of Triangulum's suspected satellite galaxies

## مجموعات مجرات وعناقيد المجرات
- قائمة مجموعات وعناقيد المجرات
- قائمة مجموعات وعناقيد المجرات
  - قائمة عناقيد أيبل المجرية
- عنقود مجري هائل

## الثقوب السوداء
- قوائم الثقوب السوداء
  - قائمة الثقوب السوداء
  - قائمة أكثر الثقوب السوداء ضخامة
  - قائمة أقرب الثقوب السوداء

## قوائم أخرى
- قائمة الفراغات الفلكية
  - List of largest voids
- List of largest cosmic structures
- قائمة أجرام الكون الأكثر بعدا
- حد كتلة توف
- List of multiplanetary systems

## فهارس فلكية
- قائمة الفهارس الفلكية
  - فهرس مسييه
  - قائمة أجرام الفهرس العام الجديد
    - قائمة أجرام NGC (1–999)
    - قائمة أجرام NGC (1000–1999)
    - قائمة أجرام NGC (2000–2999)
    - قائمة أجرام NGC (3001–4000)
    - قائمة أجرام NGC (4001–5000)
    - قائمة أجرام NGC (5001–6000)
    - قائمة أجرام NGC (6001–7000)
    - قائمة أجرام إن جي سي (7000–7840)